# 1354
1354 (MCCCLIV) a fost un an obișnuit al calendarului iulian, care a început într-o zi de vineri.

## Evenimente
- martie: Războaiele bizantino-otomane. Căderea Gallipoliului. Suleiman Pașa a capturat Gallipoli.

## Nașteri
- Dan I, domnitor al Țării Românești (d.1386)

## Decese
- 7 septembrie: Andrea Dandolo  (n. 1306)
- dată necunoscută: Dragoș I primul voievod al Moldovei (n. ?)
- 18 septembrie: Toma Szécsényi  (n. 1285)